# Ǧīm
Ǧīm (ج) – piąta litera alfabetu arabskiego. Używana jest do oznaczenia dźwięku [dʒ], tj. spółgłoski zwarto-szczelinowej zadziąsłowej dźwięcznej. Pochodzi od fenickiej litery Gimel.
W języku polskim litera Ǧīm jest transkrybowana za pomocą dwuznaku Dż.
W arabskim systemie liczbowym literze Ǧīm odpowiada cyfra 3.

## Postacie litery
| Postać: | izolowana | końcowa | środkowa | początkowa |
| ------- | --------- | ------- | -------- | ---------- |
| Wygląd: | ج‬         | ـج‬      | ـجـ‬      | جـ‬         |

## Kodowanie
| Znak                   | ج                  | ج                  |
| ---------------------- | ------------------ | ------------------ |
| Nazwa w Unikodzie      | Arabic Letter Jeem | Arabic Letter Jeem |
| Kodowanie              | dziesiątkowo       | szesnastkowo       |
| Unicode                | 1580               | U+062C             |
| UTF-8                  | 216 172            | d8 ac              |
| Odwołania znakowe SGML | &#1580;            | &#x062C;           |